# Forte de São Francisco do Maranhão
O Forte de São Francisco localizou-se na ponta de São Francisco, dominando o ancoradouro de São Luís, no litoral do estado do Maranhão, no Brasil.

## História
Quando da chegada da expedição de Daniel de La Touche, senhor de La Ravardière, em Julho de 1612 ao estabelecimento da França Equinocial, na ilha de São Luís, na costa do Maranhão, frades capuchinhos iniciaram a construção de um convento ("Saint Françoise"), próximo ao "Fort Saint Luis", onde hoje se ergue o Palácio dos Leões no centro histórico de São Luís. Essa igreja (ou convento) de São Francisco encontra-se cartografada por João Teixeira Albernaz, o velho ("Capitania do Maranhão", c. 1615. Instituto Histórico e Geográfico Brasileiro, Rio de Janeiro).
A partir de Outubro de 1615 as forças portuguesas entrincheiraram-se no Convento de São Francisco, transformado em quartel (Quartel de São Francisco), e cercaram o "Fort Saint Luis", que capitulou a 2 de Novembro de 1615, encerrando-se o domínio francês no Maranhão. A estrutura de campanha no Convento de São Francisco foi reformada a partir de 1616 pelo Engenheiro-mor do Brasil, Francisco de Frias da Mesquita, que acompanhava as forças portuguesas na ocasião.
No século XVII, a propósito de consulta em 12 de maio de 1715 sobre o Forte de Santo Antônio da Barra de São Luís, a Coroa informou ao Governador e Capitão General Cristóvão da Costa Freire que, "como não era possível remediar a Fortaleza da barra de São Luís, situada na ponta de João Dias, conforme o exame feito pelo Capitão-mor da praça, Provedor da Fazenda e Sargento-mor de Engenheiros Custódio Pereira, e que só fazendo-se de novo e de cantaria vinda do reino poderia durar assim mesmo com dificuldade por causa da grande correnteza que ali faziam as águas, fosse tirando da dita fortaleza todas as armas e munições para se não perderem." (Carta Régia de 30 de Julho de 1716. apud: MARQUES, 1970:281)
À vista dessa impossibilidade, reconhecida também pelo Cosmógrafo-mor Manuel Pimenta, a quem se mandou ouvir, determinou Sua Majestade, por Resolução de 22 de Julho de 1716, depois do Parecer do Conselho Ultramarino, que fosse edificada uma fortaleza na ponta de São Francisco, para o que remeteu 2.000 cruzados, por conta dos 8.000 cruzados em que foi orçada a despesa, sendo esta quantia inicial empregada em gêneros que, no Estado do Maranhão, poderiam ter mais valor.
Dessa forma, o Capitão General Bernardo Pereira de Berredo, na ponta de São Francisco, em companhia do Bispo D. José Delgarte, do Capitão-mor da cidade de São Luís, Francisco Manoel Nóbrega e Vasconcelos, do Provedor da Fazenda Real, Jacinto de Moraes Rego, e do Tenente General de Artilharia e Sargento-mor de Engenheiros, Custódio Pereira, lançou a pedra fundamental da nova fortaleza, onde se inscreveu: "Por ordem do sereníssimo D. João V, rei de Portugal, mandou fazer esta fortaleza Bernardo Pereira de Berredo, do seu Conselho, Governador e Capitão General neste Estado do Maranhão, e lhe lançou esta primeira pedra aos 28 de agosto de 1720." (MARQUES, 1970:282)
O Governador Joaquim de Melo e Póvoas informou ao Marquês de Pombal (1750-1777) que nesta fortaleza existiam vinte e uma peças montadas, porém incapazes de servir, muitas por terra e todas necessitando de reparos; que ia mandar buscar madeira e carpinteiros "para logo se montarem todas as peças desta fortaleza por ser a mesma importante para a defesa da cidade" e que cuidava de fazer-lhe uma sapata porque o tempo a ia deitando abaixo, e um parapeito de terra socada, pondo-a assim em estado de se defender de toda a invasão ou ataque (Ofício de 15 de Abril de 1762. apud: MARQUES, 1970:282).
Mais tarde, o mesmo governador, pelo Ofício de 21 de Janeiro de 1777 ao Sr. Martinho de Melo e Castro, deu conta de que este forte estava artilhado com duas peças de 20, duas de 18, doze de 12, quatro de 10, e uma de calibre 6 de bala, algumas dessas arruinadas. O "Relatório sobre as fortalezas de São Luís", pelo Ajudante de Ordens Luís Antônio Sarmento da Maia para o Governador da Capitania, D. Fernando Antônio de Noronha (1792-1798), registra que a praça não tinha artilharia alguma capaz de fazer fogo (21 de Março de 1797) (MARQUES, 1970:282). SOUZA (1885) complementa que, à época (1885), ainda eram visíveis os alicerces e parte das muralhas deste forte (op. cit., p. 71).